# Cyclophora annularia
Phalène mariée, Éphyre omicron
«  Phalène mariée » redirige ici. Pour les autres significations, voir Phalène et Mariée.
«  Éphyre omicron » redirige ici. Pour les autres significations, voir Éphyre et Omicron.
Espèce
Cyclophora annularia, la Phalène mariée ou Éphyre omicron, est un lépidoptère (papillon) de la famille des Geometridae et de la sous-famille des Sterrhinae.

## Dénomination
La Phalène mariée ou Éphyre omicron a été nommée Cyclophora annularia par Fabricius, en 1775.
Synonyme : Cyclophora annulata (Schulze).

## Description

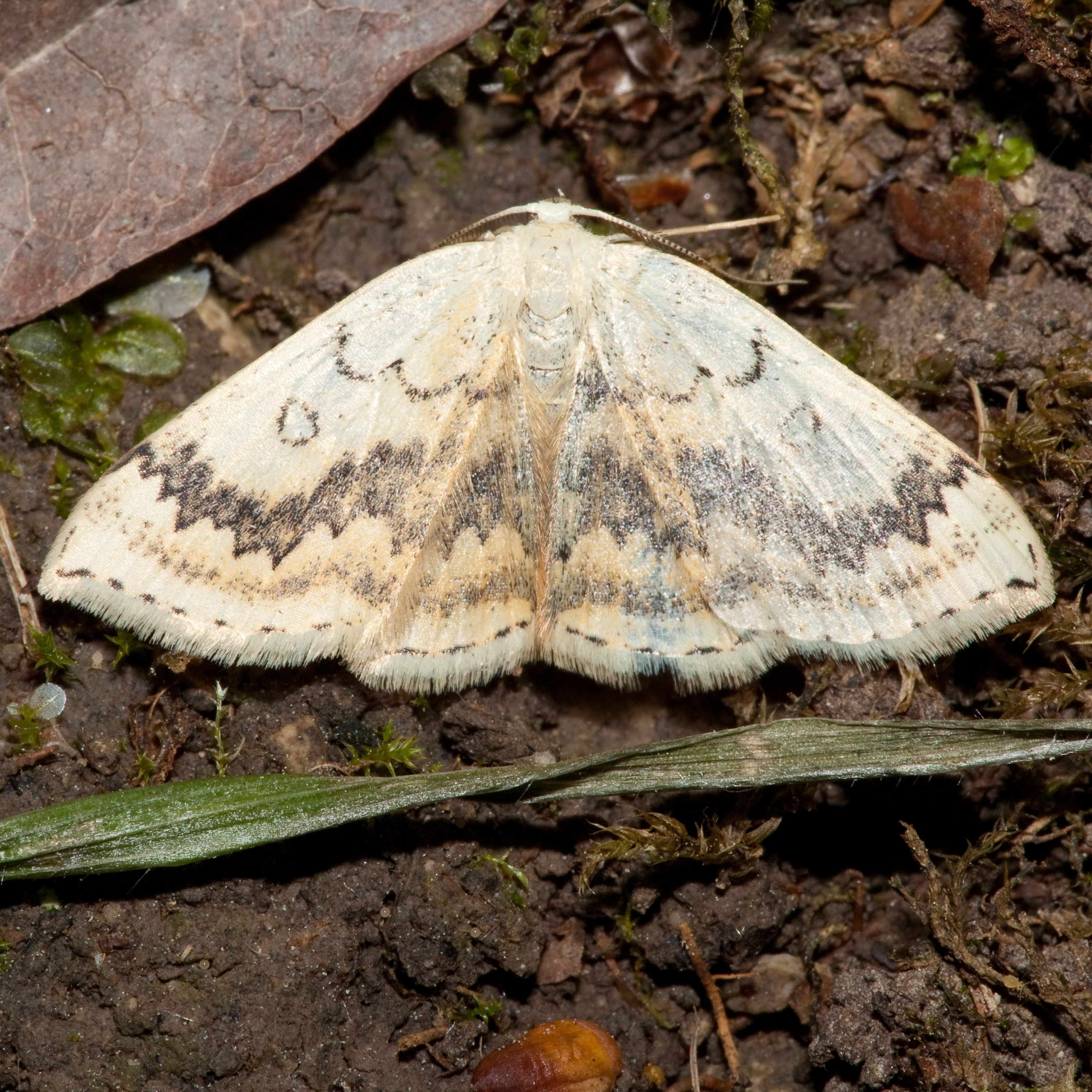

La Phalène mariée a une envergure de 18 à 22 mm. Ses ailes sont d'un jaunâtre très clair, avec des bandes transversales intérieures et extérieures fortement sinueuses et de couleur brun café.

## Distribution
Cyclophora annularia est présente depuis l'Espagne et les îles Britanniques jusqu'au Caucase et à l'Iran. On la trouve presque partout en France, sauf à l'extrême ouest et dans le sud-ouest.

## Habitat
Bois de feuillus notamment hêtraies avec érables, haies, coteaux calcaires et les sous bois sombre et humide. 

## Écologie
Les imagos volent d'avril à juin puis de juillet à septembre en 2 générations.

Les chenilles sont vertes, leur tête est brune avec des dessins clairs. Il existe aussi des chenilles brunes. Elles se nourrissent d'érables (Acer campestre, Acer pseudoplatanus, Acer platanoides), de bouleaux (Betula).

C'est la chrysalide qui hiverne.